# Гленвілл (округ Скенектеді, Нью-Йорк)
Гленвілл (англ. Glenville) — місто (англ. town) в США, в окрузі Скенектеді штату Нью-Йорк. Населення — 29 326 осіб (2020).

## Демографія
Згідно з переписом 2010 року, у місті мешкало 29 480 осіб у 12 133 домогосподарствах у складі 8093 родин. Було 12685 помешкань
Расовий склад населення:
| - 95,9 % — білих - 1,4 % — азіатів - 1,0 % — чорних або афроамериканців - 0,1 % — корінних американців |

До двох чи більше рас належало 1,2 %. Частка іспаномовних становила 2,0 % від усіх жителів.
За віковим діапазоном населення розподілялося таким чином: 21,8 % — особи молодші 18 років, 59,8 % — особи у віці 18—64 років, 18,4 % — особи у віці 65 років та старші. Медіана віку мешканця становила 44,2 року. На 100 осіб жіночої статі у місті припадало 94,0 чоловіків;  на 100 жінок у віці від 18 років та старших — 90,1 чоловіків також старших 18 років.
Середній дохід на одне домашнє господарство  становив 86 440 доларів США (медіана — 75 018), а середній дохід на одну сім'ю — 104 543 долари (медіана — 93 585). Медіана доходів становила 58 936 доларів для чоловіків та 50 428 доларів для жінок. За межею бідності перебувало 5,8 % осіб, у тому числі 6,3 % дітей у віці до 18 років та 4,8 % осіб у віці 65 років та старших.
Цивільне працевлаштоване населення становило 14 667 осіб. Основні галузі зайнятості: освіта, охорона здоров'я та соціальна допомога — 28,3 %, роздрібна торгівля — 13,7 %, науковці, спеціалісти, менеджери — 12,5 %.